# Почётная грамота Республики Татарстан
Почётная грамота Республики Татарстан (тат. Татарстан Республикасының Мактау грамотасы) — государственная награда Татарстана, существовавшая в 1940—2011 годах. Ранее была известна как Почётная грамота Президиума Верховного Совета Татарской АССР (тат. Татарстан АССР Югары Советы Президиумының Мактау грамотасы).

## Описание

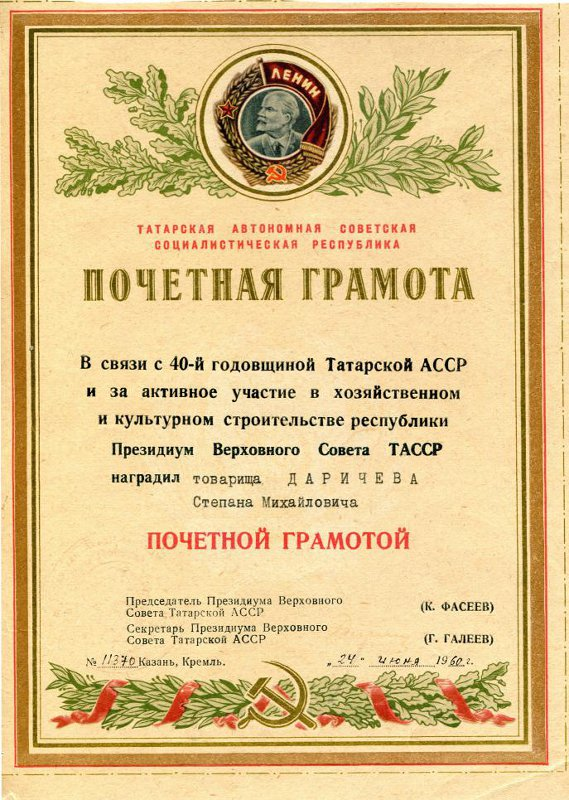
Почётная грамота Президиума ВС ТАССР, 1960 год

Указом Президиума Верховного Совета Татарской АССР от 1 февраля 1940 года была учреждена Почётная грамота Президиума Верховного Совета Татарской АССР, ставшая прообразом будущих государственных наград Татарстана. Грамотой награждались граждане Татарской АССР, других союзных и автономных республик СССР, жители городов, краёв и областей РСФСР, иностранные граждане, а также предприятия, объединения, учреждения, организации и их структурные подразделения, воинские части, районы, города и другие населенные пункты — «за особые заслуги в производственной, научной и общественно-политической деятельной, в социально-культурном строительстве и коммунистическом воспитании трудящихся, в обеспечении безопасности и защите Советского государства, за вклад в укрепление мира и дружбы между народами». В 1990—1992 годах вручалась Президиумом Верховного Совета Татарской ССР. Одновременно с переименованием Татарской ССР в Республику Татарстан, постановлением Верховного Совета РТ от 7 февраля 1992 года Почётная грамота Президиума Верховного Совета Татарской АССР получила наименование Почётной грамоты Республики Татарстан.
Награждение производилось президентом Республики Татарстан. Почётной грамотой РТ могли быть награждены граждане Российской Федерации, иностранные граждане и лица без гражданства, а также предприятия, организации и учреждения — «за высокие достижения в повышении эффективности производства, улучшении качества производимых работ и выпускаемой продукции, за плодотворную производственную, научную и общественно-политическую деятельность, за заслуги в области здравоохранения, образования, культуры, искусства и литературы, физической культуры и спорта и за другие заслуги в государственном, экономическом, социальном и культурном строительстве, большой вклад в укрепление правопорядка, мира и дружбы между народами». Законом Республики Татарстан от 11 октября 2011 года Почётная грамота Республики Татарстан была упразднена и исключена из перечня государственных наград Татарстана. Ныне она не вручается, такое решение было продиктовано невостребованностью награды. Всего, Почётной грамотой Республики Татарстан за все годы её существования было награждено более четырёхсот коллективов и порядка семи тысяч человек. Награждённым Почётной грамотой РТ предоставляется ежемесячная субсидия в размере 50 процентов расходов на оплату жилищно-коммунальных услуг, телефона, радио, коллективной антенны, ежемесячная выплата в размере в размере 322 рублей, а также бесплатные услуги по зубо- и слухопротезированию.